# Dasmariñas
Dasmariñas é uma cidade de primeira classe de renda municipal na província Cavite, nas Filipinas. De acordo com o censo de 1 maio  de  2020 possui uma população de 703 141 pessoas e 171 618 domicílios.
Dasmariñas usada como parte de Cavite como segundo distrito congressional até 30 de junho de 2010. A cidade agora tem a sua área legislativa própria, embora essa área ainda é parte da representação da Província de Cavite (4 º distrito legislativo de Cavite também será conhecido como o distrito de  Legislativo de Dasmariñas. É também a cidade é a segunda maior componente em termos de população (556.330 em 2007), perde apenas para Antipolo. Tal população é suficiente para justificar outro distrito congressional de Dasmariñas e, em seguida, considerar-se independente da representação de Cavite, onde prospera se um movimento de independencia do distrito.
Dasmariñas é a unidade mais rica do governo local da província de Cavite de acordo com um relatório da auditoria feito pela Comissão em 2006. Além disso, antes de sua conversão em uma cidade, Dasmariñas foi o único municipalidade nas Filipinas que tinhas shoppings center sendo SM e Robinsons Mall.